# Renaissance Hotels
Renaissance Hotels – amerykańska sieć hotelowa należąca do Marriott International. Założona w 1981. Obecna nazwa obowiązuje od 1989. Sieć posiada 173 działające hotele z 54 124 pokojami (31 grudnia 2021).

## Historia
Sieć hotelowa Renaissance Hotels powstała w 1981 jako Ramada Renaissance. Pierwszy hotel otworzono w Denver, w stanie Kolorado. W 1989 sieć została sprzedana spółce New World Development z Hongkongu. Wtedy też zmieniono jej nazwę, która obowiązuje do dzisiaj. 27 września 1995 powstaje Renaissance Hotel Group N.V., którą 18 lutego 1997 kupuje Marriott International Inc.

## Hotele
Do sieci należą 164 hotele na całym świecie, w tym 27 hoteli w Europie. W Polsce znajduje się jeden hotel Renaissance (16 luty 2023).

### Afryka
- Algieria

- Renaissance Tlemcen Hotel

- Egipt

| * Renaissance Cairo Mirage City Hotel | * Renaissance Sharm El Sheikh Golden View Beach Resort |

### Ameryka Łacińska
- Brazylia

- Renaissance São Paulo Hotel

- Chile

- Renaissance Santiago Chile

- Meksyk

- Renaissance Cancun Resort & Marina

- Wenezuela

- Renaissance Caracas La Castellana

### Ameryka Północna
- Kanada

- Alberta

- Renaissance Edmonton Airport Hotel

- Quebec

- Renaissance Montreal Downtown Hotel

- Stany Zjednoczone

- Alabama

| * Renaissance Birmingham Ross Bridge Golf Resort & Spa | * Renaissance Mobile Riverview Plaza Hotel | * Renaissance Montgomery Hotel & Spa at the Convention Center | * The Battle House Renaissance Mobile Hotel & Spa |

- Arizona

| • Renaissance Phoenix Downtown Hotel | • Renaissance Phoenix Glendale Hotel & Spa |

- Floryda

| • Renaissance Boca Raton Hotel                  | • Renaissance Orlando at SeaWorld                         |
| • Renaissance Fort Lauderdale Cruise Port Hotel | • Renaissance Tampa International Plaza Hotel             |
| • Renaissance Fort Lauderdale-Plantation Hotel  | • The Vinoy Renaissance St. Petersburg Resort & Golf Club |
| • Renaissance Orlando Airport Hotel             | • World Golf Village Renaissance St. Augustine Resort     |

- Georgia

| • Renaissance Atlanta Airport Gateway Hotel | • Renaissance Atlanta Midtown Hotel | • Renaissance Atlanta Waverly Hotel & Convention Center | • Renaissance Concourse Atlanta Airport Hotel |

- Illinois

| • Renaissance Chicago Downtown Hotel                | • Renaissance Chicago O’Hare Suites Hotel        |
| • Renaissance Chicago Glenview Suites Hotel         | • Renaissance Schaumburg Convention Center Hotel |
| • Renaissance Chicago North Shore Hotel, Northbrook |                                                  |

- Indiana

- Renaissance Indianapolis North Hotel, Carmel

- Iowa

- Renaissance Des Moines Savery Hotel

- Kalifornia

| • Renaissance ClubSport Aliso Viejo Laguna Beach Hotel | • Renaissance Newport Beach Hotel |
| • Renaissance Esmeralda Resort & Spa, Indian Wells     | • Renaissance Palm Springs Hotel  |
| • Renaissance Long Beach Hotel                         | • Renaissance Walnut Creek Hotel  |
| • Renaissance Los Angeles Airport Hotel                |                                   |

- Karolina Południowa

- Renaissance Charleston Historic District Hotel

- Karolina Północna

| • Renaissance Asheville Hotel | • Renaissance Charlotte SouthPark Hotel | • Renaissance Raleigh North Hills Hotel |

- Kolorado

| • Renaissance Boulder Flatiron Hotel, Broomfield | • Renaissance Denver Downtown City Center Hotel | • Renaissance Stapleton Hotel |

- Luizjana

| • Renaissance Baton Rouge Hotel | • Renaissance New Orleans Arts Warehouse District Hotel | • Renaissance New Orleans Pere Marquette French Quarter Area Hotel |

- Maryland

- Renaissance Baltimore Harborplace Hotel

- Massachusetts

- Renaissance Boston Waterfront Hotel

- Michigan

- The Baronette Renaissance Detroit-Novi Hotel

- Minnesota

| • Renaissance Minneapolis Bloomington Hotel | • Renaissance Minneapolis Hotel, The Depot |

- Missouri

- Renaissance St. Louis Airport Hotel

- Nevada

| • Renaissance Las Vegas Hotel | • Renaissance Reno Downtown Hotel |

- New Jersey

- Renaissance Newark Airport Hotel, Elizabeth

- Nowy Jork

| • New York Flushing Hotel            | • Renaissance New York Midtown Hotel                               |
| • Renaissance Albany Hotel           | • Renaissance New York Times Square Hotel                          |
| • Renaissance New York Chelsea Hotel | • The Del Monte Lodge Renaissance Rochester Hotel & Spa, Pittsford |

- Ohio

| • Renaissance Cincinnati Downtown Hotel | • Renaissance Columbus Westerville Hotel |
| • Renaissance Cleveland Hotel           | • Renaissance Toledo Downtown Hotel      |
| • Renaissance Columbus Downtown Hotel   |                                          |

- Oklahoma

| • Renaissance Tulsa Hotel & Convention Center | • Renaissance Waterford Oklahoma City Hotel |

- Pensylwania

| • Renaissance Allentown Hotel | • Renaissance Philadelphia Downtown Hotel | • Renaissance Pittsburgh Hotel |

- Rhode Island

- Renaissance Providence Downtown Hotel

- Teksas

| • Renaissance Austin Hotel                | • Renaissance Dallas Hotel                     |
| • Renaissance Dallas Addison Hotel        | • Renaissance Dallas Richardson Hotel          |
| • Renaissance Dallas at Plano Legacy West | • The Worthington Renaissance Fort Worth Hotel |

- Tennessee

- Renaissance Nashville Hotel

- Waszyngton

- Renaissance Seattle Hotel

- Waszyngton DC

- Renaissance Washington, DC Downtown Hotel

- Wirginia

| • Renaissance Arlington Capital View Hotel | • Renaissance Portsmouth-Norfolk Waterfront Hotel |

- Wisconsin
- Renaissance Milwaukee West

### Azja
- Bangladesz

- Renaissance Dhaka Gulshan Hotel

- Chiny

| • Renaissance Beijing Capital Hotel    | • Renaissance Hong Kong Harbour View Hotel | • Renaissance Shanghai Caohejing Hotel      | • Renaissance Shenyang West Hotel     | • Renaissance Suzhou Wujiang Hotel                 |
| • Renaissance Beijing Wangfujing Hotel | • Renaissance Huizhou Hotel                | • Renaissance Shanghai Pudong Hotel         | • Renaissance Shenzhen Bay            | • Renaissance Taipei Shihlin Hotel                 |
| • Renaissance Chengdu Hotel            | • Renaissance Nanjing Olympic Center Hotel | • Renaissance Shanghai Putuo Hotel          | • Renaissance Shenzhen Luohu          | • Renaissance Tianjin Lakeview Hotel               |
| • Renaissance Guiyang Hotel, Guizhou   | • Renaissance Nanning                      | • Renaissance Shanghai Yu Garden Hotel      | • Renaissance Suzhou Hotel            | • Renaissance Tianjin TEDA Convention Centre Hotel |
| • Renaissance Haikou Hotel             | • Renaissance Sanya Resort & Spa           | • Renaissance Shanghai Zhongshan Park Hotel | • Renaissance Suzhou Taihu Lake Hotel | • Renaissance Wuhan Hotel                          |
| • Renaissance Hangzhou Northeast Hotel |                                            |                                             |                                       |                                                    |

- Indie

| • Renaissance Ahmedabad Hotel | • Renaissance Bengaluru Race Course Hotel | • Renaissance Lucknow Hotel |

- Indonezja

| • Renaissance Bali Nusa Dua Resort | • Renaissance Bali Uluwatu Resort & Spa |

- Japonia

- Renaissance Okinawa Resort, Kunigami-gun

- Kazachstan

- Renaissance Atyrau Hotel

- Malezja

| • Renaissance Johor Bahru Hotel | • Renaissance Kuala Lumpur Hotel |

- Tajlandia

| • Renaissance Bangkok Ratchaprasong Hotel | • Renaissance Koh Samui resort & Spa | • Renaissance Pattaya Resort & Spa | • Renaissance Phuket Resort & Spa |

- Wietnam

- Renaissance Riverside Hotel Saigon, Ho Chi Minh City

### Bliski Wschód
- Izrael

- Renaissance Tel Aviv Hotel

- Kazachstan

- Renaissance Aktau Hotel

### Europa
- Austria: Wiedeń Renaissance Wien Hotel, Vienna; Imperial Riding School Renaissance  Vienna Hotel
- Belgia: Bruksela Renaissance Brussels Hotel
- Białoruś: Mińsk Renaissance  Minsk Hotel
- Francja:

- Aix-en-Provence Renaissance Aix-en-Provence Hotel
- Bordeaux Renaissance Bordeaux Hotel
- Paryż Renaissance  Paris Arc de Triomphe Hotel; Renaissance  Paris La Defense; Renaissance Paris Le Parc Trocadero Hotel; Renaissance Paris Republique Hotel; Renaissance Paris Vendôme Hotel
- Rueil-Malmaison Renaissance Paris Hippodrome de St. Cloud Hotel

- Hiszpania: Barcelona Renaissance Barcelona Hotel; Renaissance Barcelona Fira Hotel
- Niderlandy: Amsterdam Renaissance Amsterdam Hotel; Renaissance Amsterdam Schiphol Airport Hotel
- Niemcy:

- Hamburg Renaissance Hamburg Hotel

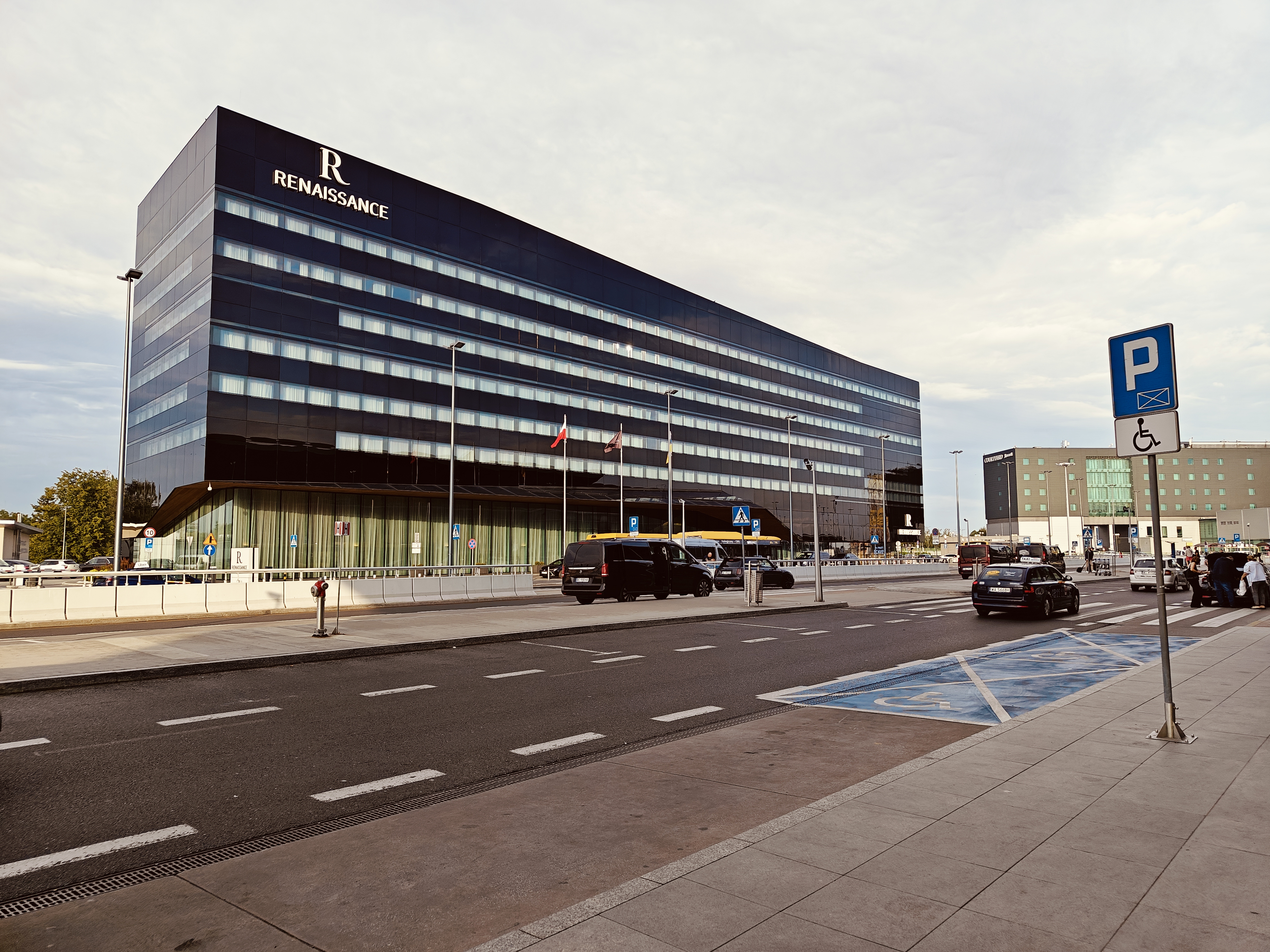
Renaissance Warsaw Chopin Airport Hotel 2024

- Polska: Warszawa Renaissance Warsaw Airport Hotel ul. Żwirki i Wigury 1H

- Szwajcaria:

- Lucerna Renaissance Lucerne Hotel
- Zurych Renaissance Zurich Tower Hotel

- Turcja:

- Izmir Renaissance Izmir Hotel
- Stambuł Renaissance Istanbul Polat Bosphorus Hotel; Renaissance Polat Istanbul Hotel

- Wielka Brytania:

- Hounslow, Renaissance London Heathrow Hotel, Hounslow
- Londyn, St. Pancras Renaissance Hotel London

- Włochy:

- Barga Renaissance Tuscany Il Ciocco Resort & Spa, Barga
- Neapol Renaissance Naples Hotel Mediterraneo

### Karaiby
- Aruba

- Renaissance Aruba Resort & Casino, Oranjestad

- Curaçao

- Renaissance Curacao Resort & Casino, Willemstad

- Dominikana

- Renaissance Santo Domingo Jaragua Hotel & Casino

- Portoryko

- La Concha Renaissance San Juan Resort

- Wyspy Dziewicze Stanów Zjednoczonych

- Renaissance St. Croix Carambola Beach Resort & Spa